# Thiendou Diassé
Thiendou Diassé (Guinaw Rails, 18 maggio 1986) è un ex cestista senegalese.

## Carriera
Con il Senegal ha disputato i Campionati africani del 2011.